# HD84882
HD84882 — хімічно пекулярна зоря спектрального класу B9, що має видиму зоряну величину в смузі V приблизно  7,1.
Вона  розташована на відстані близько 555,6 світлових років від Сонця.

## Пекулярний хімічний склад
Зоряна атмосфера HD84882 має підвищений вміст 
Eu
.